# تاریخ فلسفه سیاسی
تاریخ فلسفهٔ سیاسی کتابی از بهاءالدین پازارگاد است که در سال ۱۳۳۳ منتشر و برندهٔ جایزه کتاب سال سلطنتی شد.